# (2658) Gingerich
(2658) Gingerich es un asteroide que forma parte del cinturón de asteroides y fue descubierto el 13 de febrero de 1980 por el equipo del Observatorio del Harvard College desde la Estación George R. Agassiz, Estados Unidos.

## Designación y nombre
Gingerich recibió al principio la designación de 1980 CK.
Posteriormente se nombró en honor del astrónomo estadounidense Owen Gingerich.

## Características orbitales
Gingerich está situado a una distancia media del Sol de 3,068 ua, pudiendo alejarse hasta 3,954 ua y acercarse hasta 2,181 ua. Su excentricidad es 0,289 y la inclinación orbital 9,497°. Emplea en completar una órbita alrededor del Sol 1963 días.